# Gustaf Horn
Pour les articles homonymes, voir Horn.
Gustaf Karlsson Horn, comte de Björneborg (né le 22 octobre 1592 à Örbyhus près d'Uppsala et mort le 10 mai 1657 à Skara), est un chef de guerre suédois de la guerre de Trente Ans.

## Biographie
Gustaf Horn fit ses études à Rostock, Iéna et Tübingen avant d'entrer dans la carrière militaire au service du roi Gustave-Adolphe. Il participa en 1625 à la prise de la ville balte de Dorpat et en 1630 à celle de la forteresse de Kolberg. Lors de l'avancée vers Francfort sur l'Oder il commandait à la moitié de l'armée de Suède. Il en commandait le flanc gauche à la bataille de Breitenfeld.   
Ensuite, Horn fut nommé commandant suprême des troupes suédoises et finlandaises en Livonie et il vint en Allemagne en 1630 accompagnant Gustave-Adolphe lorsque celui-ci y commença sa campagne militaire. Après la mort de ce dernier, survenue pendant la bataille de Lützen, il prit avec Banér le commandement de l'armée suédoise, tandis que son beau-père, le chancelier Axel Oxenstierna assurait la régence du royaume.     
Sa rivalité avec le duc de Saxe-Weimar qui lui disputait le commandement de l'armée suédoise sur le territoire du Saint Empire fut une des causes de leur défaite commune, à la bataille décisive de Nördlingen le 6 septembre 1634, qui vit la victoire des troupes catholiques alliées de l'Empire et de l'Espagne et marqua la fin de l'invincibilité suédoise en Allemagne. Horn, quant à lui, avait marqué avec force son opposition à engager le combat. Il fut fait prisonnier pendant cette confrontation, et ne fut libéré qu'en 1642, en échange du comte de Werth, après quoi il retourna en Suède. 
En 1644, il porta secours à l'armée de Torstenson en Scanie, forçant ainsi les Danois à signer la paix de Brömsebro. Horn resta en haute estime et comblé d'honneurs pendant les règnes successifs de Christine et de Charles X.  
Il fut président du conseil de guerre et maréchal du royaume en 1653. À la fin de sa vie, il fut nommé gouverneur de Livonie et de Scanie. Il est inhumé dans l'église St Jakob à Stockholm.